# Kutzenhausen (Augsburgo)
Kutzenhausen es un municipio situado en el distrito de Augsburgo, en el estado federado de Baviera (Alemania), con una población a finales de 2016 de unos 2461 habitantes.
Se encuentra ubicado al suroeste del estado, en la región de Suabia, cerca de la frontera con el estado de Baden-Wurtemberg. 